# ديفن ديل دو
ديفن ديل دو (بالإنجليزية: Devin Del Do)‏ هو لاعب كرة قدم أمريكي في مركز الهجوم، ولد في 21 مايو 1986 في فان نويس في الولايات المتحدة. لعب مع Tampa Bay Rowdies ‏.